# 齐哈玛镇
齐哈玛镇，是中华人民共和国甘肃省甘南藏族自治州玛曲县下辖的一个乡镇级行政单位。
2017年3月15日，甘肃省民政厅批复同意撤销齐哈玛乡，设立齐哈玛镇。

## 行政区划
齐哈玛镇下辖以下地区：
塔哇村、国青村、果擦村、哇尔义村和吉勒合村。